# 160e méridien est
En géographie, le 160e méridien est est le méridien joignant les points de la surface de la Terre dont la longitude est égale à 160° est.

## Géographie

### Dimensions
Comme tous les autres méridiens, la longueur du 160e méridien correspond à une demi-circonférence terrestre, soit 20 003,932 km. Au niveau de l'équateur, il est distant du méridien de Greenwich de 17 811 km,.
Avec le 20e méridien ouest, il forme un grand cercle passant par les pôles géographiques terrestres.

### Régions traversées
En commençant par le pôle Nord et descendant vers le sud au pôle Sud, Le 160e méridien est passe par:
| Coordonnées           | Pays, territoire ou mer  | Notes |
| --------------------- | ------------------------ | --- |
| 90° 00′ N, 160° 00′ E | Océan Arctique           | |
| 76° 20′ N, 160° 00′ E | Mer de Sibérie orientale | |
| 70° 26′ N, 160° 00′ E | Russie                   | République de Sakha |
| 70° 09′ N, 160° 00′ E | Mer de Sibérie orientale | |
| 69° 45′ N, 160° 00′ E | Russie                   | République de Sakha Tchoukotka — à partir de 68° 15′ N, 160° 00′ E Oblast de Magadan — à partir de 65° 31′ N, 160° 00′ E                                                                       |
| 61° 47′ N, 160° 00′ E | Mer d'Okhotsk            | Golfe de Chelikhov |
| 61° 22′ N, 160° 00′ E | Russie                   | Oblast de Magadan |
| 60° 57′ N, 160° 00′ E | Mer d'Okhotsk            | Golfe de Chelikhov |
| 59° 11′ N, 160° 00′ E | Russie                   | Kraï du Kamtchatka — Péninsule du Kamchatka |
| 54° 07′ N, 160° 00′ E | Océan Pacifique          | |
| 53° 15′ N, 160° 00′ E | Russie                   | Kraï du Kamtchatka — Péninsule du Kamchatka |
| 53° 06′ N, 160° 00′ E | Océan Pacifique          | Passing just east of Mokil atoll, États fédérés de Micronésie (à 6° 42′ N, 159° 46′ E) Passe juste à l'est de l'Île Santa Isabel, Îles Salomon (à 8° 33′ S, 159° 54′ E)                        |
| 8° 53′ S, 160° 00′ E  | Îles Salomon             | Îles Florida |
| 8° 55′ S, 160° 00′ E  | Ironbottom Sound         | |
| 9° 25′ S, 160° 00′ E  | Îles Salomon             | Guadalcanal |
| 9° 49′ S, 160° 00′ E  | Mer des Salomon          | |
| 11° 28′ S, 160° 00′ E | Îles Salomon             | Île Rennell |
| 11° 35′ S, 160° 00′ E | Mer de Corail            | |
| 29° 09′ S, 160° 00′ E | Océan Pacifique          | |
| 60° 00′ S, 160° 00′ E | Océan Austral            | |
| 69° 44′ S, 160° 00′ E | Antarctique              | Frontière entre le Territoire antarctique australien, partie de l'Antarctique revendiqué par l' Australie, et la Dépendance de Ross, Liste des territoires revendiqués par la Nouvelle-Zélande |